# Kanton Saint-Julien-Chapteuil
Saint-Julien-Chapteuil is een voormalig kanton van het Franse departement Haute-Loire. Het kanton maakte deel uit van het arrondissement Le Puy-en-Velay. Het werd opgeheven door het decreet van 17 februari 2014, met uitwerking op 22 maart 2015.

## Gemeenten
Het kanton Saint-Julien-Chapteuil omvatte de volgende gemeenten:
- Lantriac
- Montusclat
- Le Pertuis
- Queyrières
- Saint-Étienne-Lardeyrol
- Saint-Hostien
- Saint-Julien-Chapteuil (hoofdplaats)
- Saint-Pierre-Eynac